# Philipp Joseph von Toerring-Seefeld

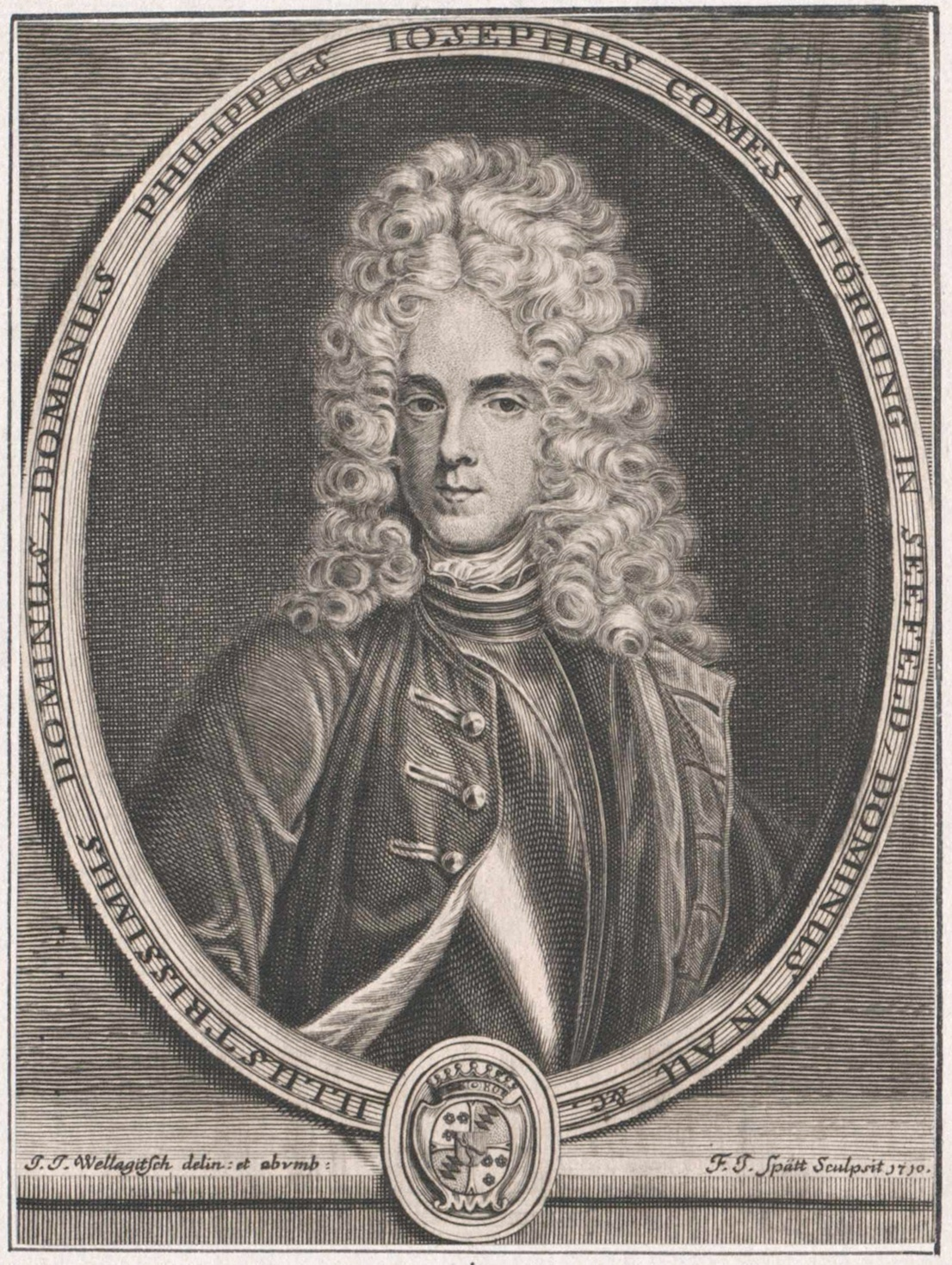
Graf Philipp Joseph von Toerring Seefeld

Philipp Joseph von Toerring-Seefeld (* 12. Mai 1680; † 26. Oktober 1735) war ein bayerischer Adeliger aus der Familie der Toerring. 

## Leben
Er wurde geboren als Sohn des Grafen Maximilian Ferdinand von Toerring-Seefeld (1632–1683) und seiner Gattin Anna Maria Caterina Franca di San Martino d’Aglie Marchesa di San Germano (1651–1729). Der Vater fiel 1683 bei der Entsetzung von Wien in der Zweiten Türkenbelagerung. Die Mutter heiratete 1685 in zweiter Ehe Paul Fugger von Kirchberg und Weißenhorn, bei dem der Sohn aufwuchs.
Philipp Joseph von Toerring-Seefeld war Hofmeister des Kurfürsten Maximilian II. Emanuel von Bayern. Als solchem oblag ihm besonders die Erziehung des Kurprinzen und späteren Kaisers Karl Albrecht, den er auch in München betreute, als sich dessen Eltern ab 1705 im Exil befanden.
Graf Toerring heiratete 1709 die Freiin Mauritia Franziska von Fraunhofen (1693–1738); sie hatten 9 Kinder. Durch die Gattin erbte er die Herrschaft Au in der Hallertau, wo sie Schloss Au bewohnten. Toerring hegte ein besonderes Interesse für Geschichte, Familienhistorie und Altertümer.